# 費爾班克鎮區 (愛荷華州布坎南縣)
費爾班克鎮區（英語：Fairbank Township）是位於美國愛荷華州布坎南縣的一個行政鎮區。

## 地方資料
根據2010年美國人口普查的數據，費爾班克鎮區的面積為94.24平方千米，當中陸地面積為94.19平方千米，而水域面積為0.05平方千米。當地共有人口1774人，而人口密度為每平方千米18.82人。